# Serrat de les Llançanes
El Serrat de les Llançanes és una serra situada al municipi de Fontanals de Cerdanya, a la comarca de la Baixa Cerdanya, amb una elevació màxima de 1.704 metres.